# Josef Prokeš (spisovatel)
Josef Prokeš (* 17. prosince 1947 Brno) je český všestranný umělec, uměnovědec a vysokoškolský pedagog, docent v oboru dějin české literatury, působící na Fakultě informatiky Masarykovy univerzity.

## Život
V dětství na lidové škole umění chodil 7 let do houslí a 4 roky do trubky. Během studií zpíval basbaryton v Brněnském akademickém sboru vedeném Lubomírem Mátlem. Vystudoval Pedagogickou fakultu UJEP (dnes Masarykova univerzita) a po ní dálkově i Filozofickou fakultu UJEP.
Po vysokoškolských studiích působil v letech 1970–1992 na různých typech základních i středních škol. Externě přednášel na Filozofické fakultě MU a na Fakultě výtvarných umění VUT v Brně.[kdy?]
V 80. letech 20. století byl 10 let ve svobodném povolání písničkáře a v rozhlase natáčel své písně kromě vlastní studiové skupiny i s orchestrem Gustava Broma, orchestrem Studio Brno nebo s rockovou formací Progress Organization. V 90. letech 20. století měl několik úspěšných výstav svých obrazů a dřevěných skulptur. Na své chalupě a jejím okolí v oblasti Přírodního parku Rokytná tři desítky let vytváří Land art. Desítky jeho povídek, recenzí a odborných studií vyšly v Hostu, Tvaru, Literárních novinách i jinde. Jeho autorská čtení byla často uváděným pořadem brněnských alternativních scén a klubů.[zdroj?]
V roce 1998 založil a dosud vede studentské ProFIdivadlo, kde působí jako dramaturg a režisér.
Je zakladatelem a řádovým členem Neofeministického sdružení FI MU, zakládajícím členem kulturního občanského sdružení NAPŘÍČ, členem Obce spisovatelů a Ochranného svazu autorského pro práva k dílům hudebním. Práva k provozování jeho divadelních her zastupuje divadelní, literární a audiovizuální agentura DILIA.
Habilitoval se v roce 2004. V rámci vědeckovýzkumné činnosti se jako hlavní řešitel či spoluřešitel věnoval několika desítkám grantů. Je kmenovým recenzentem obtýdeníku živé literatury TVAR, kde již několik let soustavně kriticky hodnotí novou českou prózu. Nikdy nebyl členem žádné politické strany. Je dvakrát rozvedený, má dceru, vnuka a vnučku.

## Dílo

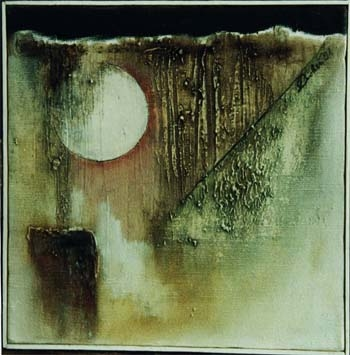
V cetkách se rozhostilo ticho a ptáci splétají cůpky (1989), olej, plátno 35 x 30 cm

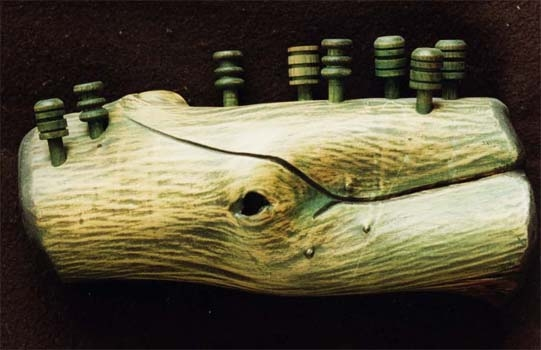
Moravská krajina (1991), ořechové dřevo 23 x 40 cm

### Beletrie
- Na sviňu svět (sbírka povídek), 2008, nakladatelství SURSUM, 224 stran, obálka a ilustrace Kristina Coufalová, ISBN 978-80-7323-163-7 (váz.) * 978-80-7323-163-8 (chyb.). Recenze knihy:
  - Jan Tlustý: Až do dna, In: Literární noviny 51, ročník XIX, 15. prosince 208
  - Petr Matula: Trpký svět za kulisou bodného humoru, Literární obtýdeník TVAR, 3. dubna 2008
  - Vendula Borůvková: Doma v Königu, tam jsme supr špica dravci, In: MF DNES, 22. února 2008
  - Kamila Dufková: Kniha vhodná i pro nečtenáře, In: časopis ŠTUDÁK, 5. června 2008
  - David Kroča: Pohledy do světa dětské fantazie – a fantazie vůbec, In: Český rozhlas Vltava, vysíláno v srpnu 2008
  - Roman Zelenák: Povídky (skoro) jako ze života, In: Kult 06/08
  - Milena Fucimanová: Jenom o tom jednom? In: HOST, měsíčník pro literaturu a čtenáře, 2/2009
  - Jan Křeček: Najít si své Litovany, In: Kritické reflexe literárního textu, str. 151–153, ISBN 978-80-210-7336-4
  - Vojtěch Žák: Tak snad u toho nebudete bulet, In: Kritické reflexe literárního textu, str. 153–154, ISBN 978-80-210-7336-4
  - Zuzana Nevěřilová: Povídky, které vyzývají ke hře na andělské paci paci se smrtí, In: Kritické reflexe literárního textu, str. 154–157, ISBN 978-80-210-7336-4
- Sestup do základního tábora (román), 1994, nakladatelství JOTA, 380 stran, obálka Vlastimil Zábranský a Boris Mysliveček, doslov Zdeněk Kožmín, ISBN 80-85617-27-7. Recenze knihy:
  - Jaroslav Šimůnek: Život ve svěrací kazajce, In: Nové knihy č. 22, 8. června 1994
  - Ladislav Soldán: O hledání životní poctivosti, In: Svobodné slovo, 23. června 1994
  - Aleš Haman: Román, nebo pedagogická encyklopedie? In: Literární noviny č. 27, 7. července 1994
  - Jan Malura: Bloudění učitele, In: Literární obtýdeník TVAR, č. 16, 6. října 1994
  - Jaromír Blažejovský: Učitelská odysea, In: RT Rovnost, 11. října 1994
  - Drahomíra Vlašínová: Trpká generační zpověď, In: Brněnský Večerník, 3. dubna 1995

### Odborné publikace
- Průhledy do současné české prózy (Čtení o čtení), 2023, Masarykova univerzita, 150 stran, redakce Veronika Ptáčková, obálka, typografie a sazba Václav Mekyska, ISBN 978-80-280-0346-3
- Kritické reflexe literárního textu, 2014, Masarykova univerzita, 161 stran, redakce Lenka Brodecká, ilustrace Helena Lukášová, foto Jiří Víšek, obálka a grafická úprava Pavel Křepela, ISBN 978-80-210-7336-4. Recenze knihy:
  - Milan Valden: Literární teorie, povídky i kritické reflexe, In: Biblio 14, březen 2015
  - Kamila Pětrašová: S anděly i bez nich na sviňu svět, In: Kultura 21, březen 2015
  - Tomáš Svoboda: Literatura spolu s literaturou o literatuře, In: Literární obtýdeník TVAR č. 9, 30. dubna 2015
- 15 let studentského divadla na Fakultě informatiky Masarykovy univerzity 1998–2012, 2012, Masarykova univerzita, 119 stran, obálka Tomáš Staudek, fotografie archiv Profidivadla, ISBN 978-80-210-5972-6
- Česká folková píseň v kontextu 60.–80. let 20. století, 2011, Masarykova univerzita, 168 stran, předmluva Jiří Trávníček, fotografie Tomáš Muška, redakce Alena Mizerová, ISBN 978-80-210-5431-8
- Interpretace uměleckých textů, 2006, Masarykova univerzita, 65 stran, ISBN 80-210-3975-2
- Dětský svět v české próze 60. let XX. století, 2003, Masarykova univerzita, 209 stran, obálka Lucie Davidová, ISBN 80-210-3040-2. Recenze knihy:
  - Petr Poslední: Průniky do dětského světa, In: Český jazyk a literatura č.1, 55/2004, str. 45–46
  - Jiří Rambousek: Čeští spisovatelé šedesátých let o dětech a dětství, In: Universitas revue Masarykovy univerzity, č.1, 2005, str. 72
  - Milena Šubrtová: Dětský svět v literatuře pro dospělé, In: Ladění (časopis pro teorii a kritiku dětské literatury), 3/2003, str. 31
  - Ivo Pospíšil: Josef Prokeš – Dětský svět v české próze XX. století, In: Univerzitní noviny, roč. X, číslo 6, str. 60–61, 2003
- Estetická výstavba české folkové písně v 60.–80. letech XX. století, 2003, Masarykova univerzita, 166 stran, obálka Lucie Davidová, ISBN 80-210-3039-9. Recenze knihy:
  - Jiří Trávníček: O českém folku a písničkářích, In: Česká literatura – časopis pro literární vědu Ústavu české literatury Akademie věd ČR, ročník 51, č. 6, 6. prosinec 2003, str. 769–772
- Člověk a počítač aneb svítání digitální kultury, 2000, nakladatelství SURSUM, 88 stran, návrh obálky Vítězslav Švalbach, ISBN 80-85799-82-0. Recenze knihy:
  - Tomáš Staudek: On Josef Prokes's Human and Computer Considerations, In: University of Bristol, Dept. of Computer Science, March 2002
  - Marek Navrátil: Průvodce do světa cyberspace, In: Psychologický ústav Akademie věd ČR, 2002
  - Ladislav Soldán: Pozoruhodná kniha, In: Sedmá generace, X. ročník, č.3, březen 2002, str. 13
- Tak pište, 1998, nakladatelství SURSUM, 113 stran, literární sborník studentů Fakulty informatiky Masarykovy univerzity, předmluva Egon Bondy, jako hosté přispěli původními texty a ilustracemi Michal Viewegh, Martin Reiner, Jiří Veselský, Petr Hrbáč, Zbyněk Fišer, Zdeněk Kožmín, Jindřich Zogata, Zeno Kaprál, Karel Škrabal, Ludvík Kundera, ISBN 80-85799-36-7
- Nečítankové dětství – průhledy do odvrácené tváře dětství perspektivou krásné literatury, pedagogiky a psychologie, 1995, Masarykova univerzita ve spolupráci s nakladatelstvím JOTA, 256 stran, fotografie Petr Baran, obálka a grafická úprava Boris Mysliveček, ISBN 80-210-1021-5
- Aktuální otázky psychologie pro pedagogy, 1994, Centrum pro další vzdělávání učitelů Masarykovy univerzity, 74 stran, studijní text postgraduálního studia, skriptum
- Nebýt stádem Hamletů – průhledy do českého folku, 1994, Masarykova univerzita, 264 stran, lektoroval Jiří Černý, obálku s použitím fotografie Petra Barana vytvořil Boris Mysliveček, v textu byly použity kresby a fotografie Vladimíra Merty, Jiřího Dědečka, Vlastimila Třešňáka, Miroslava Janouška a Karla Kryla. ISBN 80-210-0871-7. Recenze knihy:
  - Roman Burián: Moderní folk na klandru u smetiště, In: RT Rovnost, 3. prosince 1994
- Nečítankové dospívání – průhledy do adolescence perspektivou krásné literatury, pedagogiky a psychologie, 1994, Masarykova univerzita ve spolupráci s nakladatelstvím JOTA, 208 stran, lektoroval Zdeněk Kožmín a Petr Macek, fotografie Petr Baran, obálka a grafická úprava Boris Mysliveček, ISBN 80-210-0873-3. Recenze knihy:
  - Ilona Pospěchová: O dospívání bez příkras, In: Brněnský večerník, 18. srpna 1994
  - Miroslav Tmé: Úvahy nad nečítankovým dospíváním, In: Svobodné slovo, 17. června 1994
  - Jiří Rambousek: Spisovatelé o mladých lidech, In: Lidové noviny, 14. června 1994
- Pod jednou střechou – fenomén postmoderny v úvahách o českém výtvarném umění a architektuře (společně s Petrem Nedomou), 1994, Masarykova univerzita ve spolupráci s nakladatelstvím JOTA, 200 stran, lektorovali Vlasta Čiháková-Noshiro a Věra Jirousová, obálka Boris Mysliveček, ISBN 80-210-0872-5. Recenze knihy:
  - Jaromír Slomek: Pod jednou střechou, In: Literární noviny č. 9, 2. března 1995
  - -cís-: Pod jednou střechou, In: Nové knihy č. 1, 11. ledna 1995
  - Martin Reissner: /Pod jednou střechou, In: RT Rovnost, 9. listopadu 1994
- Ředitel školy a začínající učitelé, sociální vztahy v pedagogickém týmu, 1993, Centrum pro další vzdělávání učitelů Masarykovy univerzity, 47 stran, studijní text pro kvalifikační studium ředitelů základních a středních škol, skriptum
- Škola pro 21. století, 1993, Centrum pro další vzdělávání učitelů Masarykovy univerzity, 47 stran, studijní text pro kvalifikační studium, skriptum

### Divadelní hry
- Dravci z Kénigu (divadelní hra o 17 obrazech), TAHY Literárněkulturní časopis, nakladatelství Pavel Mervart, Červený kostelec, 2016, roč. 2016, 15–16, s. 124–145. ISSN 1802-8195. 2015. Celkem 29 postav, které však může hrát menší množství herců (ruský překlad textu v 16. obrazu docent Viktor Zacharov, Institut lingvistiky, Peterburg). Původně rozverná groteska se posléze láme do tázání po etice uměleckého i materiálního úspěchu a po důstojnosti stáří člověka. Celá hra je navíc ozvláštněna bizarním "divadlem na divadle", jak se vyjeví až v samotném závěru.
- Amatéři, textová úprava a dramaturgie divadelní hry Josefa Tejkla. Profidivadlo, premiéra 2015.
- Přelet nad kukaččím hnízdem, proslulý román Kena Keyseho známý pod názvem Vyhoďme ho z kola ven převedl do divadelní podoby Dale Wasserman a Profidivadlo jej v dramaturgii a textové úpravě Josefa Prokeše premiérovalo 2014.
- Pán much, román Williama Goldinga zdramatizoval a dramaturgicky připravil Josef Prokeš, Profidivadlo premiérovalo 2013.
- Divadelní hry, 2012, nakladatelství Masarykovy univerzity, 72 stran, obálka Tomáš Staudek, ISBN 978-80-210-5973-3
- Rychlé šípy na kolenou anebo Dlouhé Bidlo vítězí, na základě předlohy Jaroslava Foglara zdramatizoval Josef Prokeš. Přidal navíc Sesterstvo Králičího ocásku a zvítězit nechal Bratrstvo kočičí pracky. Celý příběh je v této divadelní hře rámován politickými procesy 50. let XX. století. Profidivadlo premiérovalo 2012.
- Romeo a Julian, Shakespearovu tragédii Romeo a Julie v překladu Martina Hilského přepracoval Josef Prokeš. Profidivadlo premiérovalo 2010.
- Emodrink z Elsinoru, divadelní hra o 6 obrazech, 2008, nakladatelství Větrné mlýny – edice Současná česká hra (nadace Český literární fond), ISBN 978-80-86907-57-4 – premiéra uměleckého sdružení NAPŘÍČ ve sklepní scéně Divadla Husa na provázku 2009
- Cukrárna Myriam, morbidní grotesku Ivana Klímy v úpravě a dramaturgii Josefa Prokeše premiérovalo Profidivadlo 2008.
- Návštěva staré dámy, drama Friedricha Dürrenmatta upravil a do naší moravské současnosti převedl Josef Prokeš. V jeho dramaturgii premiérovalo Profidivadlo 2007.
- Fyzikové, drama Friedricha Dürrenmatta v dramaturgii a úpravě Josefa Prokeše premiérovalo Profidivadlo 2005.
- Nálevna U děkana, koláž textů připravil a dramaturgoval Josef Prokeš. Profidivadlo premiérovalo 2004.
- Hamlet, králevic dánský, Shakespearovu tragédii v překladu E.A.Saudka, tedy v překladu, který dosud v Brně uveden nikdy nebyl, upravil a dramaturgoval Josef Prokeš. Profidivadlo premiérovalo v roce 2003.
- Dilema mentálního dálnopisu, lyrizující grotesku Ondřeje S. Nečase v dramaturgii Josefa Prokeše premiérovalo Profidivadlo 2002.
- Mezinárodní konference Neofeministického sdružení Fakulty informatiky Masarykovy univerzity, reality show parodující mezinárodní konferenci v dramaturgii Josefa Prokeše uvedlo Profidivadlo ve spolupráci s Neofeministickým sdružením FI MU v roce 2001.
- Labyrint světa a lusthauz srdce, Komenského předlohu zdramatizovanou Ludvíkem Kunderou premiérovalo Profidivadlo v roce 2000.
- Přelet horkovzdušného balónu nad Fakultou informatiky Masarykovy univerzity, divadelní performance preaviatická. V dramaturgii Josefa Prokeše uskutečnilo Profidivadlo v roce 1999.
- Lambda Kalkulka, osobitou improvizační grotesku Roberta Krále v dramaturgii Josefa Prokeše uskutečnilo Profidivadlo v roce 1998.

### Audio knihy
- Platím utopence, kafe a rum, povídkový audio disk v autorské interpretaci, 2007, nakladatelství Indies Records.
- Slečno, budete vystupovat? povídkový audio disk v autorské interpretaci, 2006, Teiresiás, středisko pro pomoc studentům se specifickými nároky, Masarykova univerzita, deset povídek v autorském podání, osmdesát minut, zvukový záznam Dušan Souček, hudba Zdeněk Filipec, grafický návrh obalu Tomáš Staudek.
- Aspoň zavři hubu, když se divíš, povídkový audio disk v autorské interpretaci, 2005, Teiresiás, středisko pro pomoc studentům se specifickými nároky, zvukový záznam a režie Ondřej S. Nečas, grafický návrh Tomáš Staudek s použitím fotografie Katky Kusé, sedm povídek v autorském podání, délka osmdesát minut.
- Reiner Kunze: Samomluva k druhým, verše předního soudobého německého básníka vybral a recituje Josef Prokeš. Přeložili: Milena Fucimanová, Ludvík Kundera, Milan Kundera, Jan Skácel. Doslov Josef Prokeš. Zvuková režie Bronislav Šmíd, foto Claus Grettner. Vydáno se svolením autora Reinera Kunzeho a frankfurtského nakladatelství S. Fischer-Verlag. Sursum 1998.
- Hříchy mládí aneb Vrať se do hrobu, výběr jednadvaceti rozhlasových nahrávek Josefa Prokeše z let 1970–1975, Sursum 1994, foto na přebalu Svatoslav Fiala, uspořádal Jan Hubáček.
- Jam session v klubu na Křenové, Brno, 15. května 1981. Live záznam – jazzovou poezii vybral a recituje Josef Prokeš. Saxofon Josef Audes, trombon Mojmír Bártek, fender piano Miroslav Hanák, kontrabas a bicí další členové orchestru Gustava Broma.

### Výtvarné aktivity
- Galerie Starého Pivovaru, Brno. Nekompromisně napříč (Josef Prokeš – výtvarné poklesky s prošlou zárukou). Spoluúčast na výstavě alternativního kulturního sdružení Napříč.cz. 11. února až 6. března 2008.
- Galerie Československého spisovatele a nakladatelství Československý spisovatel. Brno, Česká 7. Josef Prokeš – obrazy, dřevo, 29. dubna – 19. května 1992 od 8,30 do 18,00 hodin.